# Wanda Wulz
Wanda Wulz, née à Trieste le 25 juillet 1903, et morte dans la même ville le 16 avril 1984, est une photographe italienne liée aux courants futuriste et surréaliste. Elle est en particulier connue pour son portrait  Io + gatto (Moi + chat),.

## Biographie
Wanda Wulz est la petite-fille du photographe Giuseppe Wulz, installé à Trieste à partir de 1868 et qui  cesse son activité en juin 1914 ; il transmet son entreprise à son fils aîné Carlo (1874-1928), qui travaillait déjà avec lui. Wanda et sa sœur Marion s'initient à la photographie auprès de leur père à partir de 1928 et pratiquent le portrait d'atelier ; elles continuent à diriger l'atelier jusqu'en 1981, date à laquelle elles cèdent l'ensemble de l'œuvre photographique de Giuseppe Wulz et leurs propres œuvres au Museo di storia della fotografia Fratelli Alinari à Florence,.
Wanda Wulz adhère au mouvement futuriste en 1931 et se livre jusqu'à la fin des années 1930 à des recherches en photographie inspirées des mouvements artistiques d'avant-garde. 

## Expositions
- 18 février - 24 mars 1986 : Visages, paysages, Tour Eiffel, Paris : avec des photographies de Giuseppe Wulz, Carlo Wulz,Wanda et Marion Wulz ; exposition organisée dans le cadre de la manifestation culturelle parisienne sur la ville de Trieste Trouver Trieste[7],[8].
- 1989 : La Trieste dei Wulz : volti di una storia. Fotografie 1860-1980, Palazzo Costanzi, Trieste[9].
- 10 novembre 2004 - 6 mars 2005 : Vu d'Italie 1841-1941 : la photographie italienne dans les collections du Musée Alinari, Pavillon des arts, Paris[10].